# Verslag dijkinspectie Noord-Holland in 1567
In een verslag van een dijkinspectie uit 1567 in Noord-Holland wordt de aangetroffen situatie beschreven langs enkele dijken in het toenmalige noordelijk deel van Holland. Vanwege de vele details over de ligging van boerderijen, dorpen en dijken, alsmede andere gegevens, is dit manuscript van belang als historische bron.

## Het geschil
In verband met een geschil over het dijkonderhoud in het gebied tussen Purmerend en Edam was het Hof van Holland ingeschakeld. De Oosterweren eisten een herstoeling (herverdeling van de dijklasten) omdat ze geen voordeel hadden van de Nieuwendam over de Purmeraa (aangelegd 1400 of 1401). Hun dijk, de Oostdijk langs de Zuiderzee, was een zeedijk gebleven, maar de dijken van de Westerweren, de Purmerdijk en Beemsterdijk, waren door de genoemde dam binnendijken geworden. De Oosterweren (eisers) hadden de zaak aanhangig gemaakt bij het Hof van Holland en de Westerweren waren dus de gedaagden. Beide gebieden werden gescheiden door de Ye, IJe of het Die. In de Westerweren lagen Middelie, Axwijk, Kwadijk, Hobrede en Oosthuizen en in de Oosterweren lagen Etersheim, Warder en Edam. Het gehele gebied werd de Zeevang genoemd.
Onderdeel van de procesgang was een inspectietocht ter plaatse. Deze werd uitgevoerd onder leiding van Jacob van Quesnoy, commissaris van het rechtscollege. Het verslag (het manuscript) is van de hand van secretaris Jehan Purtyck. Zowel de eisers als de gedaagden waren bij de inspectie aanwezig.

## Inspectie
Midden juni 1567 werden gesprekken gevoerd met inwoners en belanghebbenden in Naarden, mogelijk als voorbereiding op de inspectie. Op 3 juli reisden Jacob van Quesnoy en Jehan Purtyck van Den Haag naar Edam. Op 5 juli vertrok men via de Monnickendammer Poort naar Monnickendam en vervolgens langs de Kloosterdijk naar Ilpendam en Purmerend. Op 7 juli ging men van Edam via de Middelieër Poort richting Axwijk en door naar Kwadijk en vervolgens langs Hobrede en Oosthuizen naar de Slingerdijk tussen Oosthuizen en Etersheim. Midden juli bezocht men nogmaals Naarden en trok men van daaruit naar Muiden en het gehucht Uitermeer. Allereerst werd duidelijk dat de lasten voor het onderhoud van dijken in de Muider ban en de Naarder ban  uitsluitend gedragen werden door de eigenaren van het land direct aan de dijk, het dijken op zijn hoofdbreedte genoemd. Boeren met een breed stuk betaalden dus ook meer dan die met een smalle strook. Landeigenaren die landinwaarts waren gevestigd, betaalden niets, hoewel zij van een dijk duidelijk profijt hadden. Een herstoeling, dus herverdeling van de dijklasten, had nooit plaatsgevonden. In andere gebieden kwam in een aantal gevallen periodieke herstoeling voor. In geval van onvermogen, waarbij de dijkplichtige de spade in de dijk kon steken (spasteking), konden familieleden, vorige eigenaren van het perceel en uiteindelijk de landheer worden aangesproken, maar nooit de gezamenlijke  ingelanden (ingeërfden, grondeigenaars in een polder). Dit heette het boezemrecht. Pas als een dijk door druk van het water of gebrek aan onderhoud niet meer te houden was, kon een meer landinwaarts gelegde inlaagdijk bij de aanleg voor rekening van de gemeenschappelijke ingelanden komen, zij het tot een bepaalde hoogte ("tonne boven watere"). Tonne bestaat elders ook in variaties erop, zoals "tonne boven de  gemeene vloed". Dit systeem bestond ook voor ingeslagen dijken, dijken die gelegd werden in het gat dat bij een dijkbreuk was ontstaan. In de Zeevang  werd het gedeelte dat de dijk langer was geworden bij een inlaagdijk door de kromming ("horn ofte crompte") in de dijk onderhouden door de gezamenlijke  ingelanden ("gemeene landt") volgens een "ommeslach". Dit was niet het geval in de Muider en Naarder ban.Naast het dijken op zijn hoofdbreedte, bestond elders eventueel het systeem van de verstoeling morgenmorgensgelijk. Dan werd bij het dijkonderhoud gelet op de grootte van het land.

## Het manuscript
Het manuscript beschrijft uitvoerig en met veel details de inspectietocht van Jacob van Quesnoy, Jehan Purtyck en de eisers en gedaagden op 5 en 7 juli 1567 langs de dijken in de Zeevang. Aandacht werd besteed aan de ingeslagen dijken (dijken gelegd in het gat dat bij een dijkbreuk was ontstaan) en inlaagdijken (naar binnen verlegde dijken als een dijk niet langer te handhaven was). Ook werd gelet op de walen of wielen (kolkgaten ontstaan bij een dijkbreuk). Ook van de bezoeken aan Naarden en later in Muiden werd met oog voor detail verslag gedaan.

### Historische details
In Kwadijk ging men op 7 juli meer landinwaarts naar de plek waar de gemeenschap eerder was gevestigd. Volgens het manuscript was dit ten noorden van de huidige kerk van Kwadijk tussen de waterlopen de Wijzend en de Nieuwendijk en wat betreft het kerkhof in het perceel van de weduwe van Jacob Schoffzoon. In het manuscript werd over "Oud-Quadyck ofte Verdray" gesproken. 
Er vallen veel historische details te halen uit de bewijsvoering voor het Hof van Holland van het bestaan van die plaats. Van Quesnoy en Purtyck noteerden onder meer:
- Een ronde verhoging in het landschap, met daaromheen een laagte die duidde op de vroegere (begrafenis)processieweg
- De verhoging werd plaatselijk aangeduid met "oude kerckhoff van Oude Quadyck"
- Rond 1500 was de plaats omheind geweest en werd als gewijd beschouwd
- De inwoners van Kwadijk betaalden nog steeds belasting voor het oude kerkhof aan de "provisoor" (geestelijke die financiën regelde van kerkelijke stichting) van Amstelland
- De naam "Verdray" kwam voor in de boekhouding ("chynsbouck") van deze functionaris
- Er werden nog resten van de oude kerk gevonden
- Er had een houten kruis gestaan
- Het was in 1567 bekend dat op de verhoogde plaats soms menselijke botten waren aangetroffen

### Westerweren en Oosterweren
In het manuscript staat een overzicht van verschillen tussen de Westerweren en Oosterweren.
De Westerweren hadden:
- Hogere grondprijzen door de minder zware dijklasten
- Lagere huren (meestal) door de slechtere kwaliteit van de grond
- Meer ingelanden (gebaseerd op meer weduwen en wezen)
- Meer morgentalen (land)
- Grotere te onderhouden dijkvakken (meestal)
- Minder zware dijklasten omdat de Purmer- en Beemsterdijk binnendijken waren en de Oostdijk een zeedijk was
- Hogere belasting wat betreft "schot ende loth" door lichtere dijklasten

### Oppervlaktematen
Het manuscript van Jacob van Quesnoy en Jehan Purtyck uit 1567 maakt het mogelijk bepaalde landmaten met elkaar te vergelijken. Het land van de kinderen van Jan Moons omvatte volgens pagina 3 ruim anderhalve morgen en op pagina 225 vier koeven. Het land van Neel Jacobs omvatte volgens pagina 2 drie deimt en op pagina 224 vier koeven. Het land van Aeff Jacobskinderen omvatte volgens pagina vier "7 vierendeel ofte 7 hont". In het Middelnederlandsch woordenboek van Verwijs en Verdam wordt een aantal landmaten vermeld, waaronder: hont, dagemât (deimt) en morgen (margen/mergen). Een morgen is ongeveer 0,9 bunder (circa 9000 vierkante meter). Dagemât (deimt) is afgeleid van zoveel land als men op één dag maait en morgen (margen/mergen) van zoveel land als men met één span op één morgen omploegt.